# Оїк
Ої́к (рос. Оик) — річка у Кіровській області (Кільмезький район) та Удмуртії (Сюмсинський район), Росія, права притока Лумпуна.
Річка починається на території Кільмезького району Кіровської області і протікає там всього 1 км. Русло спрямоване спочатку на південний схід, потім на північний схід. Впадає до Лумпуна навпроти урочища Єрмаковське.
Русло вузьке, долина неширока. Береги заліснені, в нижній течії заболочені. Над річкою не розташовано населених пунктів, в середній течії річку перетинала Кільмезька вузькоколійна залізниця, на якій знаходилася (на лівому березі) однойменна платформа.
| Річка | Це незавершена стаття про річку. Ви можете допомогти проєкту, виправивши або дописавши її. |